# Шелленберг, Джон
Джон Л. Шелленберг (англ. John L. Schellenberg, род. 1959) — канадский философ религии, профессор Университета Маунт Сент-Винсент. Автор книги «Сокрытость Бога и разум человека» (1993), в которой доказывал, что любящего Бога не существует, поскольку в противном случае он не стал бы скрываться от людей, а предоставил бы им свидетельства своего существования. Впоследствии аргументы Шелленберга пытались опровергнуть многие богословы и философы религии.
В 2013 году журнал «Religious Studies» Издательства Кембриджского университета опубликовал специальный выпуск, посвященный обсуждению философии религии Шелленберга.

## Философская работа

### Сокрытость Бога
Первая книга Шелленберга «Сокрытость Бога и разум человека» (Cornell University Press, 1993) развила аргумент, основанный на «божественной сокрытости» (или аргументе сокрытости) против существования Бога. Он утверждал, что любящий Бог, в которого верят теисты, не стал бы скрываться от людей и сделал бы так, чтобы неверие в Его существование было бы неразумным. Обсуждение аргументации Шелленберга продолжается и сегодня в научных журналах, антологиях и других книгах, а также в Интернете.
Критики утверждали, что даже у любящего Бога могут быть причины для сокрытия, порожденные такими вещами, как требования человеческой свободы, человеческая неготовность к отношениям с Богом или религиозная ценность сомнения.

### Религиозный скептицизм
Работа Шелленберга после 1993 года включает трилогию о философии религии (также опубликованную Cornell University Press: 2005, 2007, 2009). Этот проект направлен на решение наиболее фундаментальных проблем в этой области и определение повестки дня для будущих исследований.
Первый том, «Пролегомены к философии религии», исследует основные понятия философии религии, такие как «религия», «вера», «вера» и «скептицизм» (или «сомнение»), и предлагает то, что Шелленберг рассматривает как способы обновления дисциплины, включая новое понимание веры без веры.
Второй том, «Мудрость сомневаться: обоснование религиозного скептицизма», предлагает различные аргументы в пользу религиозного скептицизма, которые призваны подготовить читателя к третьей книге — «Воля к воображению: оправдание религиозного скептицизма».
В третьей книге Шелленберг приводит доводы в пользу религиозной ориентации, основанной не на вере, а на разновидности воображаемой веры, подробно описанной в первом томе. Вместо того, чтобы сосредотачиваться на теизме или какой-либо другой конкретной идее современных религий, эта религия, которую Шелленберг называет «религиозным скептицизмом», сосредоточена на утверждении, которому он дал название «ультимизм».
Шелленберг предполагает, что аргументы, критикуемые как неспособные поддержать традиционную веру в Бога, могут быть адаптированы для поддержки религиозного скептицизма. По его мнению, религиозный скептицизм предлагает решение проблемы веры и разума.

### Дискуссия о науке и религии
«Эволюционная религия» Шелленберга (Oxford University Press, 2013) нацелена сделать его аргументы в трилогии более доступными. Он пытается поместить эти аргументы в рамки эволюции и утверждает, что религиозный скептицизм обеспечивает новый способ реагирования на научные и религиозные дебаты.

## Труды
- Divine Hiddenness and Human Reason :  [англ.]. — Cornell University Press, 2006. — ISBN 978-0-8014-7346-3. Архивная копия от 9 июля 2021 на Wayback Machine
- Prolegomena to a Philosophy of Religion. — Cornell University Press, 2005. — ISBN 9780801443589.
- The Wisdom to Doubt: A Justification of Religious Skepticism. — Cornell University Press, 2007. — ISBN 9780801445545.
- The Will to Imagine: A Justification of Skeptical Religion. — Cornell University Press, 2009. — ISBN 978-0-8014-4780-8.
- Evolutionary Religion :  [англ.]. — OUP Oxford, 2013. — ISBN 978-0-19-967376-6. Архивная копия от 9 июля 2021 на Wayback Machine
- The Hiddenness Argument: Philosophy's New Challenge to Belief in God :  [англ.]. — Oxford University Press, 2015. — ISBN 978-0-19-873308-9. Архивная копия от 9 июля 2021 на Wayback Machine
- Progressive Atheism: How Moral Evolution Changes the God Debate :  [англ.]. — Bloomsbury Publishing, 2019. — ISBN 978-1-350-09720-9.
- Religion After Science :  [англ.]. — Cambridge University Press, 2019. — ISBN 978-1-108-49903-3. Архивная копия от 9 июля 2021 на Wayback Machine